# 東武運輸
東武運輸株式会社（とうぶうんゆ、英: TOBU TRANSPORTATION CO.,LTD.）は、関東・東海・近畿地方で一般路線貨物自動車（トラック）運送事業・倉庫業を営む東武グループの物流会社（連結子会社）。

## 概要
1942年に東武伊勢崎線沿線地域のトラック輸送を目的として東武通運株式会社として創業。1977年に東武グループの別会社で都市間輸送を担っていた東武運輸株式会社（2代目、旧：東武急行運輸）と合併、社名を東武運輸株式会社とし現在に至る。地場資本の同業者を東武鉄道が買収する手法でトラック輸送事業を拡大していった。なお、初代の「東武運輸」は1968年から1975年まで東武運輸栃木（現：プリヴェ運輸）が名乗っていた。
2004年9月30日付で東武鉄道は、東武運輸栃木と東武運輸新潟の株式をプリヴェチューリッヒ企業再生グループ（現：プリヴェ企業再生グループ）に5%を残し売却。2005年に両社は合併、2度の商号変更を経て2014年よりプリヴェ運輸株式会社となっている。東武鉄道は引き続き同社の株式を保有している。

## 沿革
- 1942年 - 創業[3]。
- 1943年1月1日 - 東武通運株式会社設立[7]。
- 1961年10月4日 - 金谷貨物自動車が東武グループ入り[8]。
- 1963年4月20日 - 会津合同貨物自動車が東武グループ入り[8]。
- 1964年4月1日 - 東武急行運輸設立（金谷貨物自動車、北毛自動車運送、岡崎陸運が合併）[8]。
- 1968年4月20日 - 今市貨物自動車が東武グループ入り[4]。
- 1970年1月10日 - 十日町運送が東武グループ入り[4]。
- 1973年5月31日 - 今市貨物自動車を東武運輸に社名変更[4]。
- 1975年6月1日 - 東武急行運輸を東武運輸に、東武常磐運輸を東武運輸常磐に、東武運輸を東武運輸栃木に、 十日町運送を東武運輸新潟に、会津合同貨物自動車を東武運輸会津に、それぞれ社名変更[8]。
- 1977年4月1日 - 東武運輸と東武通運が合併、社名を東武運輸とする[8]。
- 1999年3月31日 - 東武運輸会津が解散[8]。
- 2004年9月30日 - 株式売却により東武運輸新潟と東武運輸栃木がプリヴェチューリッヒ企業再生グループ傘下に入る[4]。
  - 2005年5月1日 - 東武運輸新潟と東武運輸栃木を合併、社名を東武運輸プリヴェチューリッヒ（現：プリヴェ運輸）とする[4]。
- 2012年5月1日 - 傘下の富士通運が群馬ロジテムを合併、社名を群馬ロジテムとする。傘下の嶋久運輸が千葉ロジテムに社名変更[8]。
- 2015年7月1日 - 群馬ロジテムが千葉ロジテムを合併[8]。

## 関連会社
※全て株式会社である。
- 東海ロジテム
- 埼玉ロジテム
- 東武物流サービス
- 群馬ロジテム
- 栃木ロジテム

### かつて存在した関連会社
- 東京ロジテム - 2007年（平成19年）6月に会社清算。
- 水戸ロジテム - 2010年（平成22年）12月に会社清算。
- 千葉ロジテム - 2015年（平成27年）、群馬ロジテムに合併[9]。

以下は、2004年9月30日付で5%を残して東武鉄道が株式をプリヴェ企業再生グループに売却、東武グループとの資本関係がほぼ消滅した企業
- 東武運輸栃木 - 1944年創業（今市貨物自動車）。1963年東武グループ入り。1968年に東武運輸（初代）、1975年に東武運輸栃木となり、2005年5月に東武運輸新潟と合併[4]。
- 東武運輸新潟 - 1951年創業（中魚沼トラック→1952年十日町運送に変更）。1965年東武グループ入り。1975年に東武運輸新潟となり、2005年5月に東武運輸栃木と合併[4]。
  - 2005年5月に両社を合併、東武運輸プリヴェチューリッヒとする。2006年5月1日に東武運輸プリヴェへ、2014年10月1日にプリヴェ運輸へ商号変更し事業継続中。